# Prayer (canción de Disturbed)
«Prayer» es una canción de la banda estadounidense de Metal alternativo Disturbed lanzada el 14 de agosto de 2002 como el primer sencillo de su segundo álbum, Believe. Está inspirada en la muerte del abuelo de vocalista David Draiman, así como diversas circunstancias posteriores a los ataques del 11 de septiembre, en la que Draiman mantiene una conversación desafiante con Dios. Tras su lanzamiento, generó controversias ya que varias cadenas de televisión se negaron a emitir el video musical de la canción, citando supuestas similitudes entre las imágenes del video y los atentados del 11 de septiembre de 2001.
En los Estados Unidos, alcanzó la tercera ubicación en las listas de música rock de Billboard, Mainstream Rock Tracks y Modern Rock Tracks respectivamente, mientras escaló hasta el número cincuenta y ocho del Billboard Hot 100, el puesto más alto conseguido por la banda en esa lista hasta 2016 superado por su versión de «The Sound of Silence». También alcanzó la mejor ubicación en el Reino Unido obteniendo el número 31 en su lista de éxitos.

## Composición
La canción está inspirada en dos eventos: el primero, la muerte del abuelo del vocalista; y el segundo sobre los atentados del 11 de septiembre. Draiman explicó: "En lugar de consolar a su rebaño, esta gente [del clero] como Jerry Falwell y Oral Roberts alega que la culpa era nuestra porque somos una sociedad decadente y promiscua. Pensé que esta idea era ridícula." Por lo tanto, la canción trata sobre una especie de conversación entre Draiman y Dios. En ésta, Draiman le dice a Dios "demuéstramelo", intentando saber si está tratando de utilizar el dolor para obtener una reacción de Draiman.

## Video musical
El video musical fue dirigido por los hermanos Strause a finales de junio de 2002 y estrenado al mes siguiente. El vocalista David Draiman, escribió la trama del video musical, explicando que se basa en la historia de Job de la Biblia. A lo largo del video musical, Draiman camina por una calle y pasa por varias escenas de desesperación, como una prostituta, un hombre sin hogar, y un sacerdote que predica el fin del mundo. Mientras Draiman sigue caminando, los otros miembros de la banda sufren diversos accidentes, presumiblemente muertos. Steve Kmak es enterrado bajo los escombros caídos de un andamio inestable, Dan Donegan estrella su coche intentando esquivar a una chica que cruza por la calle, y Mike Wengren es alcanzado por una explosión de gas de una construcción. En el momento cúlmine del video musical, Draiman sobrevive a un terremoto, y los miembros restantes de la banda, finalmente, renacen y se unen a Draiman para tocar el último estribillo. Draiman explica, "Es acerca de Job que se somete a pruebas y tribulaciones, y continúa a pesar de todo para llegar ileso y lograr su redención."
Tras el lanzamiento, varios medios de comunicación se negaron a emitir el video musical, citando supuestas similitudes con las imágenes de los ataques del 11 de septiembre de 2001. Originalmente la banda planeo una edición de vídeo para su difusión, pero finalmente decidieron no hacerlo. Draiman explicó esta elección expresando "Si hubiésemos aceptado editar el vídeo ... entonces estaríamos admitiendo que nos pusimos de acuerdo sobre la decisión de que hay algo en el video que es ofensivo o lo suficientemente provocativa que resulte peligroso para ellos al emitirlo. Por eso no lo aceptamos." Draiman, criticó la decisión de descartar el vídeo para ser emitido fuero del horario de alta rotación, "No tenemos un personaje que interprete en nuestro video a Osama bin Laden corriendo y bailando, que podría ser un factor directamente relacionada con la 11 de septiembre".
La intención del video musical no era representar ninguna similitud con los ataques del 11 de septiembre, según Draiman. Este explicó: "Se suponía que debía ser apocalíptico, pero nunca fue pensado para representar lo ocurrido el 11 de septiembre. Debido a la materia ... necesitamos algo grandioso como un terremoto o la caída de un meteoro o algún acto de Dios que aparezca de la mano de lo sobrenatural o algún poder mayor." Además explicó que el video fue realmente destinado a ser constructivo. Draiman dijo: "[El vídeo] Es para reponerse a través de obstáculos que te pone la vida por delante y todas las pruebas que el destino te pueda deparara en el proceso. Se trata de intentar convencerte de que tienes la fuerza para superar cualquier prueba y tribulación. Se supone que debe inspirar esperanza." A pesar de la escasa difusión, Disturbed continuó promoviendo el video musical, incluyéndola en su álbum, Believe, y mediante la publicación en varios sitios web.

## Lista de canciones
Todas las canciones escritas y compuestas por Disturbed. 
| CD 1  |                      |          |  |
| N.º   | Título               | Duración |  |
| 1.    | «Prayer»             | 3:39     |  |
| 2.    | «Fear (en vivo)»     | 3:50     |  |
| 3.    | «Conflict (en vivo)» | 4:40     |  |
| 12:09 |                      |          |  |

| CD 2  |                            |          |  |
| N.º   | Título                     | Duración |  |
| 1.    | «Prayer»                   | 3:39     |  |
| 2.    | «Droppin Plates (en vivo)» | 3:56     |  |
| 3.    | «Shout 2000 (en vivo)»     | 4:47     |  |
| 12:22 |                            |          |  |

| Vinilo de 7" |                  |          |  |
| N.º          | Título           | Duración |  |
| 1.           | «Prayer»         | 3:39     |  |
| 2.           | «Fear (en vivo)» | 3:53     |  |
| 7:32         |                  |          |  |

| Versión alemana |                             |          |  |
| N.º             | Título                      | Duración |  |
| 1.              | «Prayer»                    | 3:39     |  |
| 2.              | «Fear (en vivo)»            | 3:53     |  |
| 3.              | «Conflict (en vivo)»        | 4:40     |  |
| 4.              | «Droppin' Plates (en vivo)» | 3:56     |  |
| 15:28           |                             |          |  |

## Posicionamiento en listas y certificaciones
| País           | Lista (2002)           | Mejor posición |
| -------------- | ---------------------- | -------------- |
| Canadá         | Canadian Singles Chart | 14             |
| Estados Unidos | Billboard Hot 100      | 58             |
| Estados Unidos | Modern Rock Tracks     | 3              |
| Estados Unidos | Mainstream Rock Tracks | 3              |
| Reino Unido    | UK Singles Chart       | 31             |